# Конвой QP-10

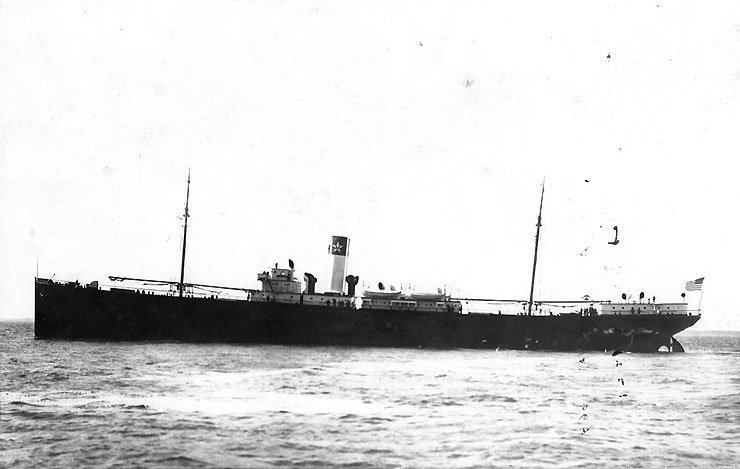
SS El Occidente

Конвой QP-10 — арктический конвой времён Второй мировой войны, состоял из торговых судов, возвращавшихся из Советского Союза после доставки туда грузов. Конвой состоял из 16 торговых судов и эскорта из 9 военных кораблей. QP-10 покинул Мурманск 10 апреля 1942 года и прибыл в Рейкьявик 21 апреля. Конвой был атакован немецкими подводными лодками и самолётами, в результате чего затонули 4 торговых судна. Ещё одно судно, «Стоун-Стрит», было повреждено в результате воздушной атаки, после чего судно было вынуждено повернуть обратно к Кольскому заливу. Эскорт конвоя сбил шесть немецких самолётов и повредил ещё один. Позже шесть торговых судов из конвоя PQ 14 (большая часть этого конвоя не смогла дойти до Мурманска из-за льда) присоединились к QP 10.

## Корабли
QP-10 состоял из 16 торговых судов. Во время рейса шесть кораблей из конвоя PQ-14 присоединились к QP-10 после поворота назад из-за полученных от льда повреждений. Конвой QP-10 сопровождали крейсер КВМФ Великобритании Ливерпуль, эсминцы HMS Oribi, Punjabi, Fury, Eclipse, и Marne, тральщик Speedwell, и траулеры Blackfly и Paynter. С 10 по 12 апреля эскорт был усилен советскими эсминцами «Гремящий» и «Сокрушительный», а также тральщиками «Паутинка», «Лунь» и «Гусар». Между Исландией и Норвегией патрулировал отряд, состоящий из линкоров «Герцог Йоркский» и «Кинг Джордж V», авианосца «Виктория», крейсеров «Кент» и «Нигерия» и 12 эсминцев, но эти силы были слишком далеко от конвоя, чтобы защитить его от подводных лодок и воздушных атак.

## Конвой
QP-10 вышел из Мурманска в 17:00 10 апреля. Первое нападение на конвой произошло 11 апреля. Несколько немецких бомбардировщиков Ju 88 атаковали конвой. Торговый корабль «Империя Каупер» был потоплен тремя 500-фунтовыми бомбами. HMS Paynter спас выживших из Империи Каупер, которая затем затонула. Торговое судно «Гарпалион» сбило один из атакующих Ju.88. 12 апреля немецкие эсминцы Z-7 «Hermann Schoemann», " Z24 " и "Z25 " вышли на поиски конвоя, но не смогли его найти.
В 01:00 13 апреля конвой был атакован немецкой подводной лодкой U-435. Советский сухогруз «Киев» получил попадание первой торпедой подводной лодки и затонул. В 03:30 U-435 ударила снова, попав в SS El Occidente, который почти сразу же затонул. Примерно в 05:00 появились ещё Ju.88 и около часа кружили возле конвоя, вне досягаемости его зенитных орудий, прежде чем начать атаку. «Гарпалион» подвергся повторной воздушной атаке, которая сломала руль. Команда «Гарпалиона» попыталась восстановить управление рулём, но их попытки восстановить управление были остановлены четырьмя Ju.88, которые обстреляли палубу корабля из пулемётов. Наконец, после того как команда покинула корабль, «Гарпалион» был потоплен артиллерийским огнём с HMS Fury.
Также 13 апреля Z-7 «Hermann Schoemann», «Z24» и «Z25» предприняли ещё одну попытку найти конвой, но повернули назад из-за плохой погоды.
Конвой больше не подвергался атакам. Позже к конвою присоединились шесть кораблей из конвоя PQ-14.